# 녹나무의 파수꾼
《녹나무의 파수꾼》(일본어: クスノキの番人)은 히가시노 게이고의 2020년작 장편소설이다. 2020년 3월 17일 일본을 비롯해 대한민국, 중국, 대만에 동시 출간되었다. 한국어판 역자는 양윤옥이다.

## 시놉시스
절도죄로 유치장 수감 중인 고아 청년 레이토에게, 감옥에 가지 않도록 해줄 테니 대신 시키는 대로 하라는 기묘한 제안이 온다. 제안을 받아들인 레이토 앞에 나타난 사람은 지금까지 존재를 알지 못했던 이모가 나타나고, 그녀는 레이토만이 할 수 있다며 '월향신사'라는 곳의 녹나무를 지키는 일을 맡긴다. 그 녹나무는 이른바 영험한 나무로, 많은 사람들이 기도를 하러 온다. 그러나 기도라기엔 어쩐지 석연치 않은 점을 레이토는 느낀다. 일한 지 한 달 정도 지났을 무렵, 레이토는 순찰을 돌다 여대생 유미와 마주친다. 유미는 자신의 아버지가 여기서 도대체 무슨 기도를 하는지 파헤치려 뒤쫓아 온 것. 레이토는 우연한 계기로 유미에게 협력하게 된다.